# Club Atlético Platense (Uruguay)
El Club Atlético Platense es un club de fútbol uruguayo de la ciudad de Montevideo. Fue fundado en 1935 y su sede se encuentra en Pernas 2898, en el barrio Villa Española.
Actualmente juega en la Primera División Amateur de Uruguay, tercera categoría del fútbol local.

## Historia
El Club Atlético Platense se fundó el 1° de mayo de 1935, en una zona al norte de La Unión (Villa Española), en la ciudad de Montevideo. Los colores del club son el rojo y blanco, debido a que uno de los fundadores jugaba en River Plate de Uruguay y solicitó a la institución darsenera un juego de camisetas. De allí también surgió el nombre del nuevo club, ya que era una donación "River-platense". Además otro de los fundadores era hincha de Platense de Argentina y por votación se eligió a este como el mejor nombre.
En 1948 se inscribe a disputar en los torneos de la Asociación Uruguaya de Fútbol, iniciando en la Divisional Extra B (quinta categoría). En 1954 es campeón de Extra B y al año siguiente es campeón consecutivamente de Extra A, subiendo 2 escalones en 2 años, y accediendo a la Intermedia.
En el año 1964 se consagra campeón de la divisional Intermedia, lo que le posibilita debutar en la Divisional B en 1965, en donde permanece hasta el año siguiente. Es en 1966 cuando Platense logra su punto más alto al obtener el Campeonato Competencia de la Divisional B, tras empatar con Bella Vista, y ganar en definición por penales; aunque finalmente ese año terminó descendiendo. Esos 2 ilusionantes años en la "categoría de plata" luego se vieron subrugados por varios años en el amateurismo. Para 1976 Platense se encontraba en la Primera "D" (cuarto nivel), algo que solucionó en 1977 con el título y el ascenso.
Tiempo después, ya en 1994, Platense es campeón de la Divisional "C" y de esa manera retorna a la Segunda División. Entonces se adopta una unión con el club Wanderers de Pando, denominándose Platense Wanderers, y oficiando sus partidos de local en Pando debido a la necesidad de poseer un Estadio en exclusiva para poder competir. Al año siguiente Platense ya había regresado a su estatus original y hacía de local en San José, pero deja de participar de la competencia a partir de la fecha 19, descendiendo por cuestiones fuera del campo de juego, algo que volvería a ocurrirle en el futuro.
Platense compitió otros tantos años en el amateurismo hasta que en el año 2005 obtiene todos los campeonatos en disputa y se consagra campeón de la Liga Metropolitana (nombre de aquel momento para la C). Ese logro le posibilita su tan ansiado regreso a la Segunda División Profesional, que recién se haría efectivo para agosto de 2006 debido a modificaciones en el calendario de las competiciones. Participa de la temporada 2006-07 sin mucho éxito pero salvado de cualquier peligro de descenso gracias a las deserciones de Deportivo Colonia, Paysandú FC y Uruguay Montevideo en pleno campeonato. En 2007 comenzó a disputar el Torneo Apertura de Segunda División Profesional, pero dejó de participar a partir de la 13a. jornada por problemas económicos (algo habitual durante esta época muy inestable del fútbol uruguayo) y provocó nuevamente otro descenso administrativo.
Desde 2008 está participando en el fútbol amateur sin lograr regresar al profesionalismo.

## Símbolos

### Escudo y bandera
El escudo y la bandera institucional son parecidos. Se trata de un diseño compuesto por franjas principalmente rojas, con bastones blancos ligeramente más pequeños. En el caso del escudo el texto "Platense" va en la parte superior del mismo, mientras que en la bandera se encuentra en diagonal.
Evolución del escudo de Platense
|  |  |  |  |

## Uniforme
- Uniforme titular: Camiseta a franjas verticales blancas y rojas, pantalón rojo, medias blancas.
- Uniforme alternativo: Camiseta blanca, pantalón blanco, medias rojas.

## Instalaciones
Platense en la actualidad el club no tiene escenario deportivo, supo tenerlo las zonas de las actuales Cipriano Miró y Ayuntamiento (barrio Villa Española) y se denominaba "Parque Manuel Arias". En la década del 70 allí se construyó un complejo de viviendas y el club dejó de tener su campo deportivo.

## Hinchada y rivalidades
Platense disputa el clásico de la Segunda Amateur frente a Basáñez, ambos clubes son de zonas cercanas de la capital uruguaya. Otro equipo vecino de Platense es Villa Española.[cita requerida]

## Datos estadísticos
Datos actualizados para la temporada 2025 inclusive.
- Temporadas en Primera División: 0
- Temporadas en Segunda División: 6 (1965-1966 / 1995-1996 / 2006/07-2007/08)
- Temporadas en Tercera División: 61 (1956-1964 / 1967-1975 / 1978-1994 / 1997-2005 / 2008/09-Presente)
- Temporadas en Cuarta División: 4 (1947 / 1955 / 1976-1977)
- Temporadas en Quinta División: 7 (1948-1954)

## Palmarés
|                   | Organizados por AUF                           | Organizados por AUF | Organizados por AUF |
|                   | Competición nacional                          | Títulos             | Subcampeonatos      |
| ----------------- | --------------------------------------------- | ------------------- | ------------------- |
| Tercer nivel: (4) | Divisional Intermedia: (1)                    | 1964                |                     |
| Tercer nivel: (4) | Primera "C" / Liga Metropolitana Amateur: (3) | 1981, 1994, 2005    |                     |
| Cuarto nivel: (2) | Divisional Extra (1):                         | 1955                |                     |
| Cuarto nivel: (2) | Primera "D" (1):                              | 1977                |                     |
| Quinto nivel: (2) | Divisional Extra B (1): 1954                  | 1954                |                     |

### Torneos nacionales
- Segunda División Amateur (3): 1981, 1994, 2005
- Divisional Intermedia (1): 1964
- Divisional Extra (1): 1955
- Primera "D" (1): 1977
- Divisional Extra B (1): 1954